# 강덕수
강덕수(姜德壽, 1950년 8월 18일 ~ )는 대한민국 STX그룹의 창업자이다. 제2의 김우중, 제2의 신선호라고도 불린다.

## 생애
경상북도 선산 출신이다. 1973년 쌍용양회에 입사했다. 30년 간 직장 생활을 하다가 50세에 뒤늦게 STX그룹을 창업해 "샐러리맨 신화"를 일군 주인공이다.
1997년 외환위기로 인해 쌍용그룹이 삐걱였다. 무리한 자동차 사업 투자로 어려움을 겪던 쌍용그룹은 발전용 엔진과 선박용 엔진을 만들던 계열사 쌍용중공업의 지분 34.45%를 2000년 11월에 한누리컨소시엄에 163억원에 매각한다. 새 주인을 맞은 쌍용중공업이 바로 STX그룹의 모체다.
2000년 외환위기의 여파로 쌍용그룹이 어려워지면서 쌍용중공업의 재무 총괄 임원으로 재직하던 중 퇴출 기업으로 결정되자 그가 자신이 몸담았던 기업을 퇴출시킬 수 없다며 종업원으로 인수한 기업이 STX다. 2001년 5월 1일, 인수한 쌍용중공업의 명칭을 STX로 고치면서 STX그룹이 출범했다.
과감한 인수합병(M&A)를 잇따라 성공시키며 STX를 대기업으로 성장시켰다.
2007년 18위, 2008년에는 12위, 2010년 재계 순위 11위를 기록했다.
2010년 5월 1일 STX그룹 창립 9주년 기념 행사에서, 강덕수 회장은 2020년 그룹 매출액을 1,000억 달러(100조 원)로 올리자고 말했다.
2010년 단일 기업으로는 대한민국 1위 기업 삼성전자만이 매출액 100조 원을 돌파한 상태이다.
리먼브러더스 사태에 직격탄을 맞은 STX그룹은 2008년 이후 공격적인 경영이 되려 부메랑이 되면서 유동성 위기에 직면했다.
STX 채권단은 2013년 9월 9일 오후 2시 이사회를 열고 채권단 경영자추천위원회가 추천한 박동혁 대우조선해양 부사장과 류정형 STX조선 부사장(조선소장)의 등기이사 선임을 만장일치로 가결했다. 강 회장은 2013년 8월 2일 경영책임을 이유로 STX팬오션 대표에서 물러났고, 2013년 9월 9일 이사회 결정으로 강 회장은 경영 일선에서 완전히 물러나게 됐다.
이후 2014년 5월, 강 전 회장은 회사 돈 557억원을 횡령하고 계열사 자금 2천840억여원을 개인회사에 부당지원한 혐의(특경가법상 횡령·배임)로 구속기소됐다. 그는 2조3천억원대 분식회계를 통해 9천억원대 사기대출을 받고, 1조7천500억원어치 회사채를 발행한 혐의(자본시장과 금융투자업에 관한 법률 위반 등)도 받았다. 서울중앙지법 형사합의28부(김종호 부장판사)는 그해 10월 30일 강 전 회장에게 "자본시장 신뢰와 투명성을 저해하는 회계분식으로 금융기관에 큰 피해를 입혔다"며 징역 6년의 실형을 선고했다.
그러나 이후 항소심 재판부에서는 강 전 회장이 STX조선해양 최고재무책임자(CFO)와 공모한 혐의가 인정되지 않는다며 분식회계 혐의에 대해 무죄로 판단했다. 이에 따라 분식회계로 꾸민 허위 재무제표로 은행 대출 9000억원을 받은 혐의(사기)와 1조7500억원어치 회사채를 발행·판매한 혐의(자본시장법 위반)도 1심과 달리 모두 무죄로 봤다. 2심은 또 STX중공업에 대한 869억원 상당 연대보증을 제공한 계열사 부당지원 혐의(배임)도 무죄를 선고했다.
2021년 1월, 대법원은 상고심에서 징역 3년에 집행유예 4년을 선고한 원심을 확정했다.

## 학력
- 1969년 동대문상업고등학교 졸업
- 1974년 명지대학교 경영학과 졸업
- 서울대학교 국제대학원(GLP) 수료
- 창원대학교 명예경영학 박사

## 경력
- 쌍용중공업 대표이사
- 2001년 (주)STX 사장
- 2001년 STX조선 사장
- 2002년 STX에너지 사장
- 2003년~2013년 STX그룹 회장
- 2009년 [現] 전국경제인연합회 부회장
- 2009년 [現] 한국무역협회 부회장
- 2012년 [現] 서울상공회의소 부회장
- 2013년 8월 2일 STX팬오션 대표 퇴임[2]
- 2013년 9월 9일 STX조선해양의 대표이사와 이사회 의장직 사임[9]

## 상훈
- 2003년 [現] 제40회 무역의 날 은탑산업훈장
- 2003년 일본능률협회컨설팅 2003 글로벌 경영대상 최고경영자대상
- 2005년 올해의 최고경영자상(창원시)
- 2005년 창원시 기업 명예의 전당 헌액
- 2006년 명지대 총동문회 "자랑스러운 명지인대상"
- 2007년 제1회 대한민국 해양대상
- 2008년 2008 시트레이드 아시아상 올해의 인물상
- 2008년 중국 다롄시 명예시민
- 2008년 명지대 자랑스런 명지인상
- 2009년 제2회 언스트앤영 최우수기업가상(인더스트리부문)
- 2009년 한국능률협회 제41회 한국의 경영자상
- 2009년 제18회 다산경영상
- 2009년 제46회 무역의 날 금탑산업훈장 수상
- 2012년 매경이코노미 선정 올해의 CEO
- 2012년 한국경제를 움직이는 인물 글로벌경영부문
- 2012년 제7회 서상돈상

## 같이 보기
- STX그룹